# ブレトン・ウッズ

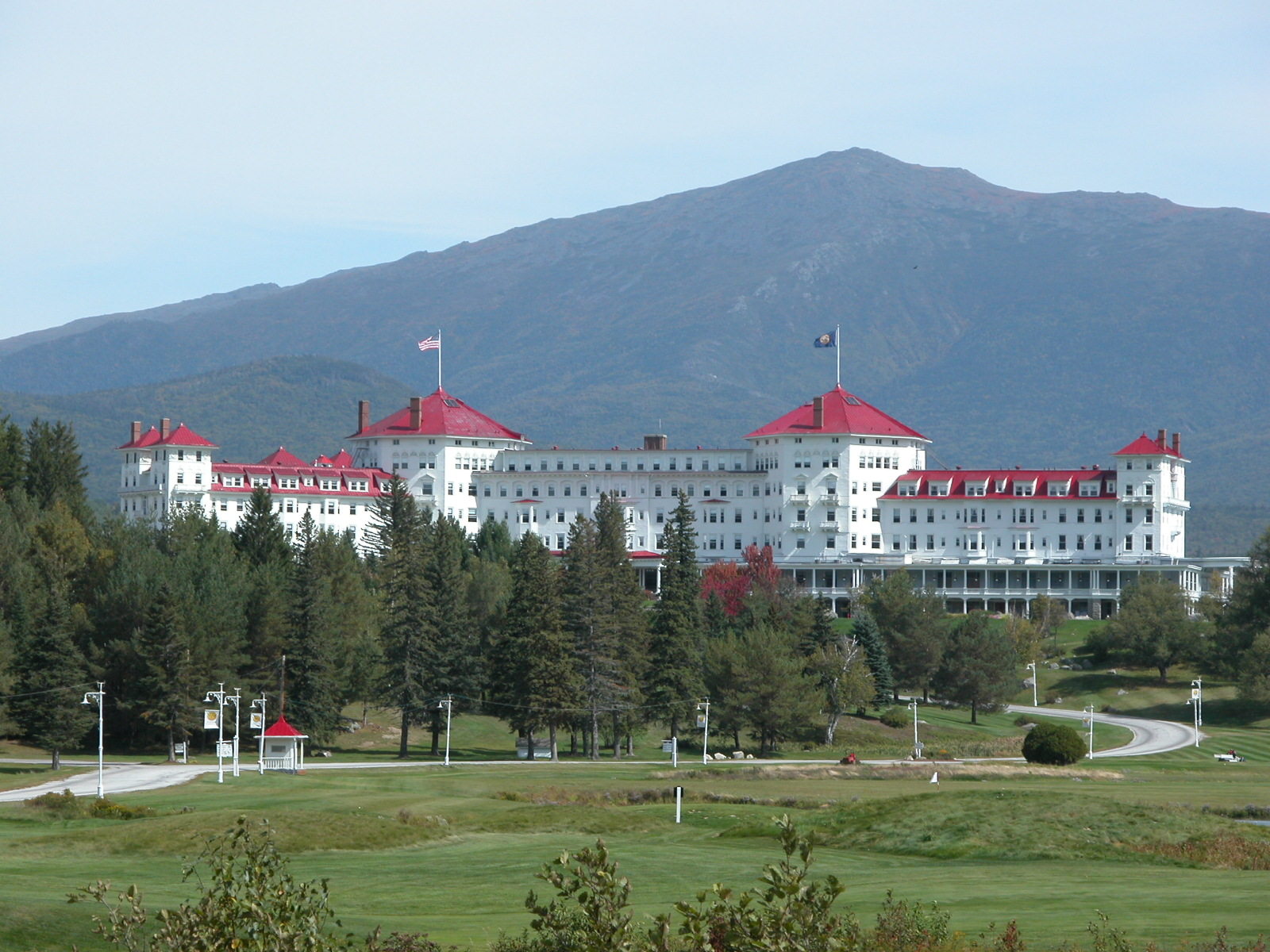
ブレトン・ウッズのランドマーク、マウント・ワシントン・ホテル。ブレトン・ウッズ体制はここで生まれた。

ブレトン・ウッズ（Bretton Woods）は、アメリカ合衆国ニューハンプシャー州北部、コーアス郡に位置する町、キャロル（Carroll）の一地区。またキャロルの旧町名。ホワイト山地の山々に囲まれ、州の最高峰であるワシントン山の麓に位置している。人口はキャロル町全体でも663人（2000年国勢調査）。ブレトン・ウッズの周辺にはほとんど人家はなく、マウント・ワシントン・ホテルとワシントン山登山鉄道のほかにはほとんど人工物のない一面の原野が広がっている。
ブレトン・ウッズはリゾート地として知られており、冬にはアルペンスキー・クロスカントリースキーの両方が盛んである。一方、夏にはワシントン山のハイキングの基地となり、マウント・ワシントン・ホテルでのゴルフ客でも賑わう。
しかし、ブレトン・ウッズの名を世界に知らしめているのはやはりこの地で締結されたブレトン・ウッズ協定である。1944年に開かれた国際通貨金融会議によって国際通貨基金（IMF）と国際復興開発銀行（IBRD）が設立され、これらの組織とアメリカ合衆国ドル中心の固定為替相場制を軸とした、いわゆる「ブレトン・ウッズ体制」が生まれた。このブレトン・ウッズ体制は、1971年のニクソン・ショックで崩壊するまで、四半世紀に亘って第二次世界大戦後の世界経済を支えた。

## 歴史
ニューハンプシャー植民地の北部、ホワイト山中のこの地にブレトン・ウッズが創設されたのは1772年のことである。入植地の名は時のニューハンプシャー総督、ジョン・ウェントワース（John Wentworth）の私邸であったブレトン・ホール（Bretton Hall）にちなんでつけられた。ほどなくして独立戦争が開戦、ニューハンプシャーを含む13州植民地は勝利を収め、1788年にはニューハンプシャーがアメリカ合衆国の9番目の州になった。1832年、ブレトン・ウッズはアメリカ独立宣言の署名者の1人であるチャールズ・キャロル（Charles Carroll）にちなんでキャロルと改名された。しかしブレトン・ウッズの名はキャロル町域内の地域名として残った。1882年にはキャロルは正式な町になった。
1944年7月、ブレトン・ウッズのマウント・ワシントン・ホテルで国際通貨金融会議が開かれた。この会議は1929年の世界大恐慌後に列強がブロック経済圏をつくる一方、保護貿易からはじき出された国をファシズムに走らせ、第二次世界大戦を招いた反省に基づいて行なわれた。この会議の狙いは国際的協力による通貨の安定、貿易の振興、発展途上国の成長であった。その結果、この地でブレトン・ウッズ協定が結ばれ、国際通貨基金と国際復興開発銀行（世界銀行）が設立された。また、これら2機関と米ドルを兌換通貨とする固定為替相場制を軸とした「ブレトン・ウッズ体制」が確立された。
このブレトン・ウッズ体制はその後四半世紀に渡って世界経済を支え、各国に経済成長をもたらした。しかしベトナム戦争や膨れ上がる経常赤字によってアメリカ経済が疲弊する中、1971年、当時の大統領リチャード・ニクソンが米ドルと金との交換を停止（いわゆるニクソン・ショック）、ブレトン・ウッズ体制は崩壊した。1973年には、米ドルは変動相場制に移行した。

## 地理

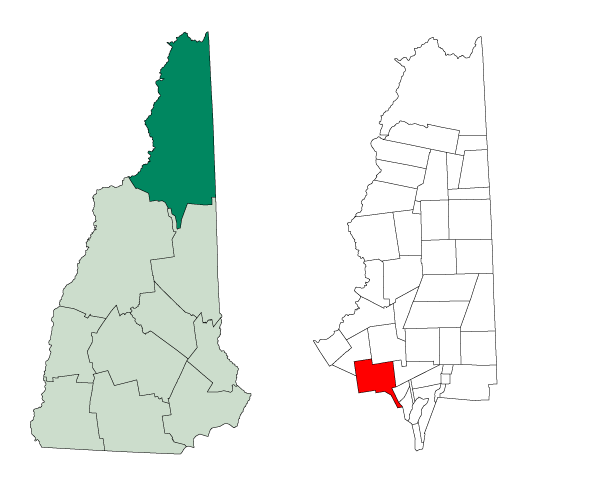
左: ニューハンプシャー州におけるコーアス郡の位置。右: コーアス郡におけるキャロルの位置。ブレトン・ウッズはキャロルの南東部に位置する。

キャロルの中心部は北緯44度17分54秒 西経71度32分26秒 / 北緯44.29833度 西経71.54056度に位置している。ブレトン・ウッズは町の中心部から南東約9 kmに位置する。ブレトン・ウッズの中心にあるマウント・ワシントン・ホテルは北緯44度15分26秒 西経71度26分23秒 / 北緯44.25722度 西経71.43972度に位置している。ニューハンプシャー州内では最も人口の希薄な地域に位置し、州の最大都市であるマンチェスターから北へ約140 km、ボストンからは北西へ約220 km離れている。
アメリカ合衆国統計局によると、キャロル町は総面積130.0 km2(50.2 mi2)である。町のほぼ全域が陸地であり、水域は総面積の0.06 %、0.1 km2(0.04 mi2)に過ぎない。町の人口密度はわずか5.1人/km2である。
キャロル町域のかなりの部分はホワイト山地国有林（White Mountain National Forest）の中にある。周囲を標高1,000 m強の山々に囲まれており、東には州の最高峰であるワシントン山（標高1,917 m）がそびえる。町の最高点はディセプション山（Mount Deception）の山頂で、その標高は1,119 mである。キャロルの標高は439 mである。
ブレトン・ウッズの6kmほど南には、自然景観の美しさを誇るクロフォード・ノッチ州立公園（Crawford Notch State Park）が位置している。州道302号線はキャロル中心部の南約2 kmほどにある集落、ツイン・マウンテン（Twin Mountain）からブレトン・ウッズを通り、クロフォード・ノッチ州立公園内を貫いて走っている。クロフォード・ノッチはサーコ川（Saco River）の源流でもある。サーコ川はクロフォード・ノッチから南南東へと流れ出し、メイン州南部で大西洋に注ぐ。

## 名所
マウント・ワシントン・ホテルは、ブレトン・ウッズの原野の中に建つ荘厳なホテルである。1902年に開業したこのホテルはニューハンプシャー州内に残る数少ないグランドホテルであるばかりでなく、1944年に国際通貨金融会議が開かれた場所でもあり、歴史的に極めて重要な建物である。このホテルは、施設内の9ホールのゴルフコースのほか、ドナルド・ロスが設計した18ホールのコースも併設している。
ブレトン・ウッズはスキーリゾートとしても知られている。ブレトン・ウッズ・マウンテン・リゾート（The Bretton Woods Mountain Resort）では、アルペンスキー・クロスカントリースキーの両方を楽しむことができる。特にブレトン・ウッズの南、ベスレヘム（Bethlehem）のローズブック山地（Rosebrook Mountains）には多くのスキー場が点在している。